# ماشاءالله آجودانی
ماشاءالله آجودانی (آجدانی)(زادهٔ ۱۳۲۹ در آمل) نویسنده؛ ادیب و تاریخ‌دان ایرانی مقیم انگلستان، از پژوهشگران تاریخ معاصر ایران و بنیانگذار و رئیس کتابخانه مطالعات ایرانی در لندن است.

## زندگی
ماشاءالله آجودانی در سال ۱۳۲۹ در آمل متولد شد. تحصیلات دانشگاهی وی در دانشگاه تهران در رشته زبان و ادبیات فارسی بوده و دکترای خود را نیز از همین دانشگاه با نگارش رسالهٔ دکتری با نام «بررسی تحلیل و انتقادی شعر مشروطه» زیر نظر دکتر محمدرضا شفیعی کدکنی در سال ۱۳۶۵ دریافت کرده است. آجودانی نزدیک هفت سال عضو هیئت علمی دانشگاه اصفهان و مربی گروه زبان و ادبیات فارسی بوده است. وی در بهمن ۱۳۶۵ شمسی (ژانویه ۱۹۸۷م) به لندن رفت و در این شهر با منوچهر محجوبی مدیر مسئول و ناشر مجله فصل کتاب در انتشار آن مجله همکاری کرد و از همان آغاز سردبیری آن مجله را به عهده گرفت. آجودانی از سال ۱۳۶۵ در لندن زندگی می‌کند.
از وی تاکنون حدود ۵۰ مقاله در باب ادبیات فارسی و تاریخ در نشریات معتبری چون آینده، نشر دانش، ایران نامه و ایران‌شناسی (آمریکا) گلستان (آمریکای شمالی) فصل کتاب (لندن)، دایرةالمعارف ایرانیکا (نیویورک) چاپ و منتشر شده است.
از آثار مهم او می‌توان به مشروطه ایرانی و یا مرگ یا تجدد اشاره کرد، که از مهم‌ترین منابع و مراجع پژوهشی و دانشگاهی در حوزه ایران‌شناسی است. کتابخانه مطالعات ایرانی لندن نیز از مهم‌ترین مؤسسات ایرانی است که او بنیاد گذارده است ۰این کتابخانه با نگهداری بیش از سی هزار جلد کتاب و نشریات و اسناد، و نیز برگزاری میزگردها و سخنرانی‌های علمی و فرهنگی و جلسات نقد و بررسی کتاب، یکی از مهم‌ترین و بزرگ‌ترین مراکز علمی و فرهنگی ایرانی در انگلستان و اروپا است.
در سال ۱۴۰۰ شمسی، ماشاالله آجودانی از سوی مؤسسه غیرانتفاعی بین‌المللی بنیاد میراث پاسارگاد، برای یک عمر تلاش و روشنگری در زمینهٔ تاریخ و فرهنگ ایران زمین و توجه به شیوه‌های تاریخ‌نگاری و نقد ادبی مدرن و ارائه نظریه‌های جدی و جدید در حوزهٔ تاریخ و ادبیات و فرهنگ ایران، برندهٔ جایزهٔ بهترین شخصیت سال در رشتهٔ میراث فرهنگی و تاریخی گردید. آثار و دیدگاه‌های علمی و پژوهشی آجودانی، محل توجه بسیاری از بزرگ‌ترین متفکران و شخصیت‌های برجسته ای چون عبدالحسین زرین کوب، محمدرضا شفیعی کدکنی و احسان یارشاطر قرار گرفته است.

## آثار
- مشروطه‌ی ایرانی و پیش‌زمینه‌های نظریه ولایت فقیه در سال ۱۳۷۶ در لندن منتشر شده است.
- یا مرگ یا تجدد، دفتری در شعر و ادب مشروطه / نشر اختران
- ایران، ناسیونالیسم و تجدد
- هدایت، بوف کور و ناسیونالیسم
- ایران در گذر روزگاران در گفت‌وگو با مسعود لقمان